# نظرعلی سرداراشرف
نظرعلی خان جرجانی ملقب به سردار اشرف از حکام استرآباد در عهد احمدشاه قاجار بوده به طوری که در سال ۱۳۳۱ (قمری) به عنوان معاون استرآباد به لقب سالار اشرف نائل آمد ولی به پاس خدمات ارزنده وی در سال ۱۳۳۷ (قمری) به عنوان حاکم استرآباد با عنوان سردار اشرف از سوی احمد شاه منصوب شد.
همسر وی فرخ‌لقا فرزند امین الدوله بهاءالسلطنه بوده و وی دارای چهار فرزند (۲ پسر و ۲ دختر) می‌باشد.
سردار اشرف با توجه به قدرت و نفوذ خود از سرمایداران و ثروتمندان این خطه به حساب می‌آمد.
سرانجام وی در سال ۱۳۰۳ خورشیدی حین بازگشت از ییلاق خویش در قزلق (جاده توسکستان امروزی) توسط مخالفین با زهر مسموم شد و با توجه به وصیت نامه‌اش او را در نجف دفن کردند.